# دریاچه‌جنگل
دریاچه جنگل  (به آلمانی: Forstsee) در شمال‌غربی دریاچه وورتر و شهر کلاگن‌فورت ، اتریش قرار دارد . عمق متوسط دریاچه ۲۲ متر و حداکثر عمق آن ۳۵ متر است . برهنگی و ماهیگری دو فراغت مهم برای دوستداران طبیعت دریاچه است . یک مسیر پیاده‌روی ۶۰۰ متری میان دریاچه جنگل و دریاچه وورتر وجود دارد که مورد توجه طبیعت دوستان است .  